# Адениум тучный
Адениум тучный, адениум толстый или адениум обесум (лат. Adenium obesum) — вид невысоких полукустарников или небольших деревьев, принадлежащего к трибе Nerieae подсемейства Кутровые (Apocynaceae) с утолщёнными в нижней части стволами. Он произрастает в регионе Сахель к югу от Сахары (от Мавритании и Сенегала до Судана), на территории тропиков и субтропиков восточной и южной Африки, а также на Аравийском полуострове. Другие названия растения: «роза пустыни», «звезда Саби», «куду», «ложная азалия» и «лилия импала».  Адениум тучный является популярным комнатным растением и растением для бонсай в умеренных регионах.

## Описание
Это вечнозелёное и засухоустойчивое суккулентное растение (которое, однако, может сбрасывать листья при заморозках или в зависимости от подвида или сорта). Адениум тучный достигает высоты от 12 см до 5 метров, с пахикаульными (непропорционально большими) стеблями и крепким, вздутым банальным каудексом (корневищем, выступающим из почвы). Настоящий стебель растения выполняет водозапасающую функцию, а фотосинтезирующую — листья. Листья очерёдные, расположены спирально, сидят на коротких черешках, форма листовой пластинки ланцетная, с заострённой или туповатой верхушкой и цельным краем. Поверхность листьев глянцевая, гладкая, тёмно-зелёная. Цветки трубчатые (воронковидные), длиной 2–5 см и шириной 1–8 см, с пятью лепестками, напоминающими цветки других родственных видов, таких как плюмерия и олеандр. Цветы адениума бывают однорядными и многорядными (махровыми), встречаются разнообразные оттенки, включая белый, розовый, красный, фиолетовый, жёлтый, и даже с сочетанием нескольких оттенков — это зависит от сорта. Но, как правило, в природе встречаются красные и розовые цветы, часто с беловатым румянцем у основания. Цветы адениума не обладают никаким ароматом.

## Подвиды
- Adenium obesum subsp. oleifolium (Южная Африка, Ботсвана)
- Adenium obesum subsp. socotranum (Сокотра)
- Adenium obesum subsp. somalense (Восточная Африка)
- Adenium obesum subsp. swazicum (Эсватини , Южная Африка)
- Adenium obesum subsp. arabicum (Саудовская Аравия, Йемен)

Adenium oleifolium (адениум маслянолистный) — подвид, в дикой природе находящийся под угрозой исчезновения и является самым маленьким подвидом, достигая высоты 40 см.
Adenium socotranium (адениум сокотранский) — подвид, произрастающий исключительно на острове Сокотра. Он может достигать высоты в 4,6 м, но, несмотря на небольшой ареал, он не представляет особой угрозы исчезновению. Диаметр его ствола у основания может достигать 2,5 м.
Adenium swazicum (адениум свазикум или адениум эсватинийский) — находящийся под угрозой исчезновения африканский вид, произрастающий в Эсватини и Мозамбике. Высота растения достигает 70 см.
Adenium somalense (адениум сомалийский) также произрастает в Африке, встречается в Танзании, Кении и Сомали, и достигает высоты до 5 м, что делает его самым крупным подвидом.
Adenium arabicum (адениум арабский) является однодомным и самобесплодным растением. Его распространённые названия: «роза пустыни», «слоновая нога» и «куст Адана». Адениум арабский произрастает в Саудовской Аравии и Йемене.

## Токсичность
Адениум тучный — ядовитое растение. Основными токсичными компонентами являются сердечные гликозиды, которые могут оказывать влияние на работу сердца и нервной системы. У людей и животных употребление сока растения может вызывать тошноту, рвоту, диарею, а в тяжелых случаях — проблемы с сердцем и даже летальный исход.

## Значение и применение
Сок, содержащий сердечные гликозиды, который адениум обесум выделяет из корней и стеблей, используется в качестве яда для стрел при охоте на крупную дичь в большей части Африки. Также он используется в качестве яда, одурманивающего рыбу.

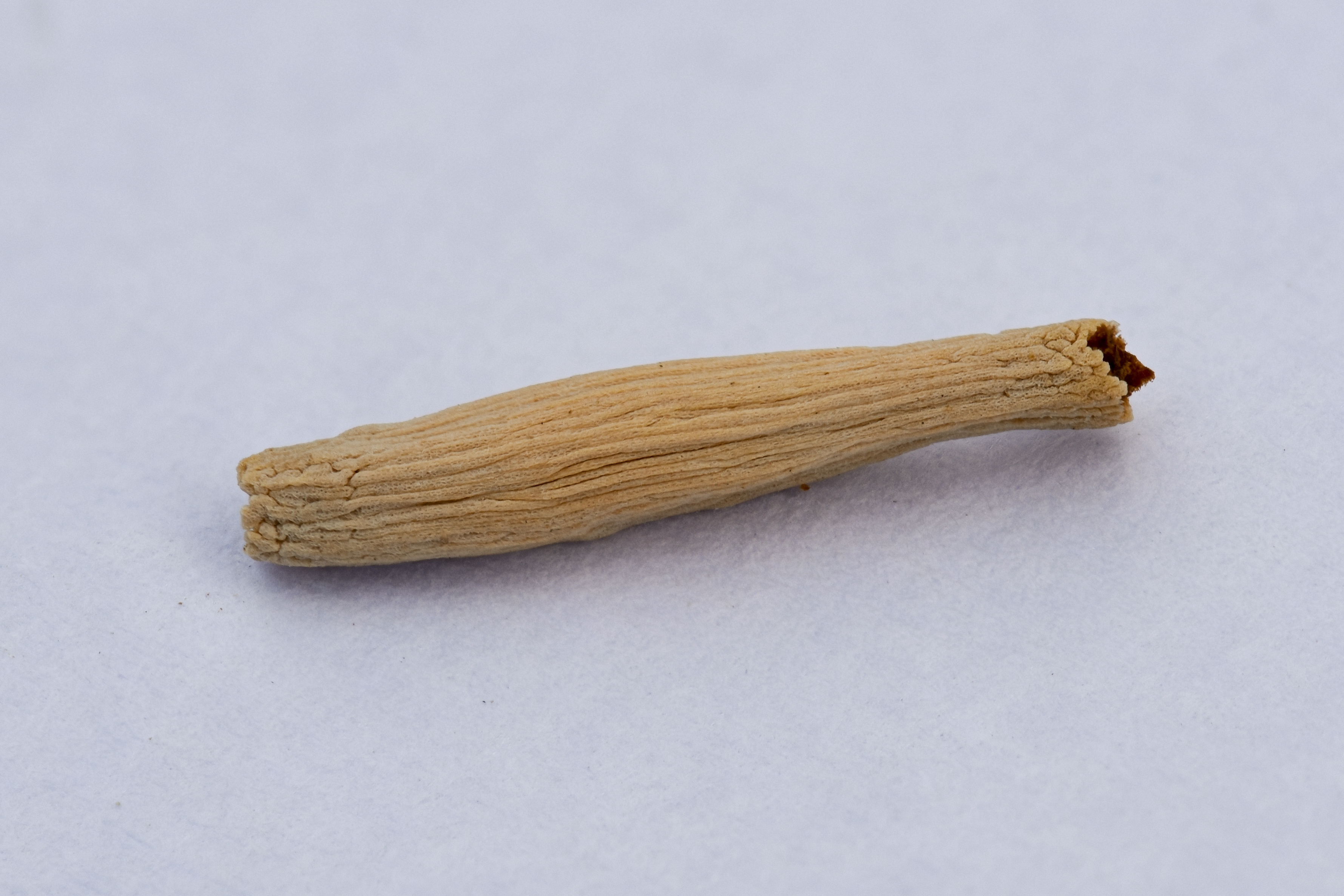
Семя адениума тучного